# خوخلنا
خوخلنا (به چکی: Chuchelna) یک منطقهٔ مسکونی در جمهوری چک است که در ناحیه سمیلی واقع شده‌است.